# Tong Soeng Heuan
Tong Soeng Heuan, conosciuto come "Pon" (o "Ponn") (...), è un politico cambogiano, esponente dei Khmer rossi.
Esperto di torture, nella Kampuchea Democratica diresse assieme a Deuch e Chan i crudeli interrogatori nella prigione S-21 di Phnom Penh.